# Ronnie Free
Ronald Guy „Ronnie“ Free (* 15. Januar 1936 in Charleston, South Carolina) ist ein US-amerikanischer Jazz-Schlagzeuger.
Free erhielt Unterricht bei seinem Vater (einem Alkoholiker, der ihn zu ständigem Üben zwang, auch unter Schlägen) und verließ 1952 die Schule um auf Tour mit dem Komiker-Trio Tommy Weeks and his Merry Madcaps  zu gehen, von denen er bald in ein Showorchester aus Tampa in Florida wechselte. Durch Platten von Max Roach angeregt wandte er sich um 1955 dem Jazz zu.  Er spielte 1956 in New York City in der Off-Broadway Produktion Shoestring Revue, wo ihn Oscar Pettiford in einem Solo hörte und ihn einlud mit ihm zu spielen. Er spielte auch kurz einige Wochen bei Woody Herman (kam aber in der Bigband nicht zurecht und wurde gefeuert). Damals war er schon Heroin-abhängig und nahm auch andere Drogen, was ihn zunehmend in Schwierigkeiten brachte (zum Beispiel wurde er aus der Band von Lena Horne in Las Vegas wegen Heroinbesitzes gefeuert). Er spielte bei Sal Salvador, Ray Eberle (1958), mit Mose Allison (1958/59) in einem Trio, mit dem er aufnahm (Ramblin with Mose, Prestige 1958, Creek Bank 1958, Autumn Song 1959), und bei George Wallington (1959). Ebenfalls 1959 spielte er mit Marian McPartland im Trio im Hickory House. In dieser Zeit lebte er in einem Loft nahe der 6th Avenue, Mittelpunkt einer Jazzszene, zu der auch der Posaunist Clyde Cox, der Trompeter Ralph Hughes und der Fotograf W. Eugene Smith gehörten, bei dem er ein Jahr wohnte. Er spielte in Jam-Sessions Ende der 1950er Jahre oft die Nacht durch, mit Thelonious Monk, Bud Powell, Gerry Mulligan, Zoot Sims und anderen. Er spielte dann in Bands mit Lennie Tristano, Lee Konitz und anderen.
Er galt damals als hoffnungsvolles Jazz-Schlagzeugertalent in New York, verschwand dann aber über Nacht aus der Szene, als er 1959 wegen Drogenbesitzes aufgegriffen und im Bellevue Mental Hospital eingeliefert wurde. Marian McPartland erinnert sich, ihn erst wieder in den 1990er Jahren zufällig auf der Straße in Columbia (South Carolina) getroffen zu haben. Bis dahin hatte sie nichts mehr über ihn gehört.
Er wurde aus dem Bellevue Hospital in die Obhut seiner Eltern in South Carolina entlassen, heiratete und arbeitete als Typist in einer Schiffswerft in Charleston. In den 1980er Jahren holte ihn Mose Allison, als er in San Diego einen Schlagzeuger brauchte. Ende der 1980er Jahre zog er wieder nach Charleston und spielte Beach-Volleyball. Anfang der 1990er Jahre spielte er lokal mit einem Trio (Tommy Gill, Klavier, Wayne Mitchum, Bass) in Charleston und Umgebung.
Er nahm auch mit Lee Konitz und Jimmy Giuffre auf. Die Diskographie von Tom Lord verzeichnet sechs Sessions 1957 bis 1959.
1958 sollte er mit Allison auch auf das Foto A Great Day in Harlem, sie kamen aber zu spät.